# Nordic Cinema Group
Nordic Cinema Group är ett svenskt företag som äger 103 biografanläggningar med 590 biosalonger i sex länder – Sverige, Norge, Finland, Estland, Lettland och Litauen.  

## Historia
Nordic Cinema Group bildades 2013 genom att de Bonnierägda biografkedjorna SF Bio i Sverige och SF Kino i Norge slogs samman med de Ratosägda biografkedjorna Finnkino i Finland och Forum Cinemas i de baltiska länderna. Ratos sålde 2015 sin andel i bolaget till Bridgepoint. Sedan 2017 ägs bolaget av USA-baserade AMC Theatres genom det europeiska Odeon Cinemas Group.